# Ulotrichopus catocala
Ulotrichopus catocala là một loài bướm đêm trong họ Erebidae.